# Velkobočkovská venkovská komunita
Velkobočkovská venkovská komunita (ukrajinsky Великобичківська селищна громада) je územní společenství v okrese Rachov v Zakarpatské oblasti Ukrajiny. Správním centrem je Velký Bočkov. Vznikla dne 12. června 2020. V této komunitě jsou tyto obce:

## Sídla městského typu
- Velký Bočkov (ukrajinsky Великий Бичків)
- Kobylecka Poljana (ukrajinsky Кобилецька Поляна)

## Vesnice
- Verchne Vodjane, ukrajinsky Верхнє Водяне
- Strymba, ukrajinsky Стримба
- Kosivská Poljana, ukrajinsky Косівська Поляна
- Vodycja, ukrajinsky Водиця
- Plajuc, ukrajinsky Плаюць
- Luh, ukrajinsky Луг
- Rosiška, ukrajinsky Росішка